# Вашек Каня
Вашек Каня (чеськ. Vašek Káňa) — літературний псевдонім Станіслава Рада (23 квітня 1905 — 30 квітня 1985) — чеський журналіст і драматург, представник соціалістичного реалізму.

## Діяльність
Походив із робітничої родини, під час Першої світової війни він був в дитячому будинку та притулку, пізніше навчався на слюсаря-механіка. Під час безробіття бродив по Європі, як мандрівник. У 1930 році вийшов його твір  «Два роки у виправному будинку».
Кажуть, що псевдонім Вашек Каня вигадав редактор «Червоного вечора» Едуард Уркс. У 1930 р. Каня перебував на II. Міжнародній конференції пролетарських революційних письменників у Харкові (СРСР). Після повернення працював журналістом у комуністичній пресі. З 1938 року знову працював на фабриках. Після війни він працював редактором і став професійним письменником.
Після комуністичного перевороту Каня працював переважно як драматург. Його комедія «Подрібнювач Кархана» (1949) стала хітом. Однак друга гра на подібну тему («Меценати без ореолу») вже не була настільки вдалою. Каня прославився як творець будівельних драм. Він був одним з найактивніших прорежимних комуністичних редакторів, драматургів.
Написав серію репортажів «Закарпаття» 1932 рік.
Написав комедію «Шефи без ореолу» (1952, т-р м Острава).
«Група точильника Кархана» — це відома п'єса автора Вашека Кані 1950 року. Це типова будівельна драма. У ньому йдеться про стосунки між молодим та старим поколінням та про те, як на них обох впливає нова концепція праці. У свій час ця пєса була дуже успішною, сьогодні вона забута.